# Dråbeskjold
Et dråbeskjold, ofte kaldet et normannerskjold, er et stort, mandelformet skjold, der er rundt på toppen og som buer indad mod bunden til en spids eller en rundet spids. De mest promente eksempler på bruge af dråbeskjold optråder på Bayeux-tapetet, og de er derfor i høj grad blevet associeret med normannisk krigsfærd.
De blev brugt af kavaleri, og selvom de var upraktisk at bruge for fodsoldater som følge af deres størrelse, så blev de udbredte i Europa i 900-tallet. I midten af 1100-tallet var de blevet erstattet af det mindre ridderskjold, der var noget mindre og havde med en flad kant for oven.

## Galleri
- Dråbeskjolde på Bayeux-tapetet.
- Dråbeskjolde afbildet på Temple Pyx.
- Afbildning af Ærkeenglen Mikael med et dråbeskjold fra 1400-tallet.
- Reenactorer med dråbeskjolde.